# Андон Шопов
Андон Иванов Шопов (Рачо) е български комунистически деец, партизанин, офицер, генерал-майор.

## Биография
Андон Шопов е роден на 18 декември 1915 г. в село Сотир, Пловдивско. Член на РМС (1932) и БРП (к) (1940).
Участва в партизанското движение по време на Втората световна война. Партизанин и член на щаба на Родопски партизански отряд „Антон Иванов“ (1943). От април 1944 г. е командир на чета „Кочо Честименски“. Командир на Първа родопска бригада „Георги Димитров“ (14 май 1944).
След 9 септември 1944 г. е офицер в БНА (1944 – 1978). Работи във Военно-следствената комисия на втора пехотна дивизия. Завършва шестмесечен курс във Военното училище през 1945 г. и получава звание майор. През 1948 г. преминава военен курс в СССР. Командир на 2-ра Стрелкова дивизия (1951 – 1952).  През 1957 г. завършва Военната академия в София. Военно звание генерал-майор от 1963 г. Излиза в запаса през 1978 г. С указ № 2888 от 3 септември 1984 г. е обявен за Герой на социалистическия труд на България. Носител е на ордените „Народна свобода 1941 – 1944 г.“ III ст., II ст. и I ст., „9 септември 1944 г.“ III ст., II ст. и I ст., „Народна република България“ един II ст. и два I ст. Брат му Атанас Шопов също е партизанин и генерал-майор.
Автор на мемоарните книги „Поход към утрешния ден“, С., 1982 и „Сърце бунтовно. Спомени“, С., 1984.